# Vouillé (Deux-Sèvres)
Pour les articles homonymes, voir Vouillé.
Vouillé est une commune du Centre-Ouest de la France située dans le département des Deux-Sèvres, en région Nouvelle-Aquitaine.
Ses habitants sont les Vouilletais.

## Géographie
Située dans la banlieue de Niort sur le Lambon, qui se jette dans la Sèvre Niortaise.

### Climat
Pour des articles plus généraux, voir Climat de la Nouvelle-Aquitaine et Climat des Deux-Sèvres.
Historiquement, la commune est exposée à un climat océanique du nord-ouest.  
En 2020, Météo-France publie une typologie des climats de la France métropolitaine dans laquelle la commune est exposée à un climat océanique et est dans la région climatique  Poitou-Charentes, caractérisée par un bon ensoleillement, particulièrement en été et des vents modérés.
Pour la période 1971-2000, la température annuelle moyenne est de 12,1 °C, avec une amplitude thermique annuelle de 14,4 °C. Le cumul annuel moyen de précipitations est de 861 mm, avec 12,5 jours de précipitations en janvier et 6,9 jours en juillet. Pour la période 1991-2020, la température moyenne annuelle observée sur la station météorologique la plus proche, située sur la commune de Niort à 8 km à vol d'oiseau, est de 12,8 °C et le cumul annuel moyen de précipitations est de 846,6 mm,. Pour l'avenir, les paramètres climatiques de la commune estimés pour 2050 selon différents scénarios d’émission de gaz à effet de serre sont consultables sur un site dédié publié par Météo-France en novembre 2022.

## Urbanisme

### Typologie
Au 1er janvier 2024, Vouillé est catégorisée bourg rural, selon la nouvelle grille communale de densité à sept niveaux définie par l'Insee en 2022.
Elle est située hors unité urbaine. Par ailleurs la commune fait partie de l'aire d'attraction de Niort, dont elle est une commune de la couronne,. Cette aire, qui regroupe 91 communes, est catégorisée dans les aires de 50 000 à moins de 200 000 habitants,.

### Occupation des sols
L'occupation des sols de la commune, telle qu'elle ressort de la base de données européenne d’occupation biophysique des sols Corine Land Cover (CLC), est marquée par l'importance des territoires agricoles (84,9 % en 2018), en diminution par rapport à 1990 (86,2 %). La répartition détaillée en 2018 est la suivante : 
terres arables (72,3 %), zones urbanisées (14,3 %), zones agricoles hétérogènes (7,7 %), prairies (4,9 %), zones industrielles ou commerciales et réseaux de communication (0,8 %). L'évolution de l’occupation des sols de la commune et de ses infrastructures peut être observée sur les différentes représentations cartographiques du territoire : la carte de Cassini (XVIIIe siècle), la carte d'état-major (1820-1866) et les cartes ou photos aériennes de l'IGN pour la période actuelle (1950 à aujourd'hui).

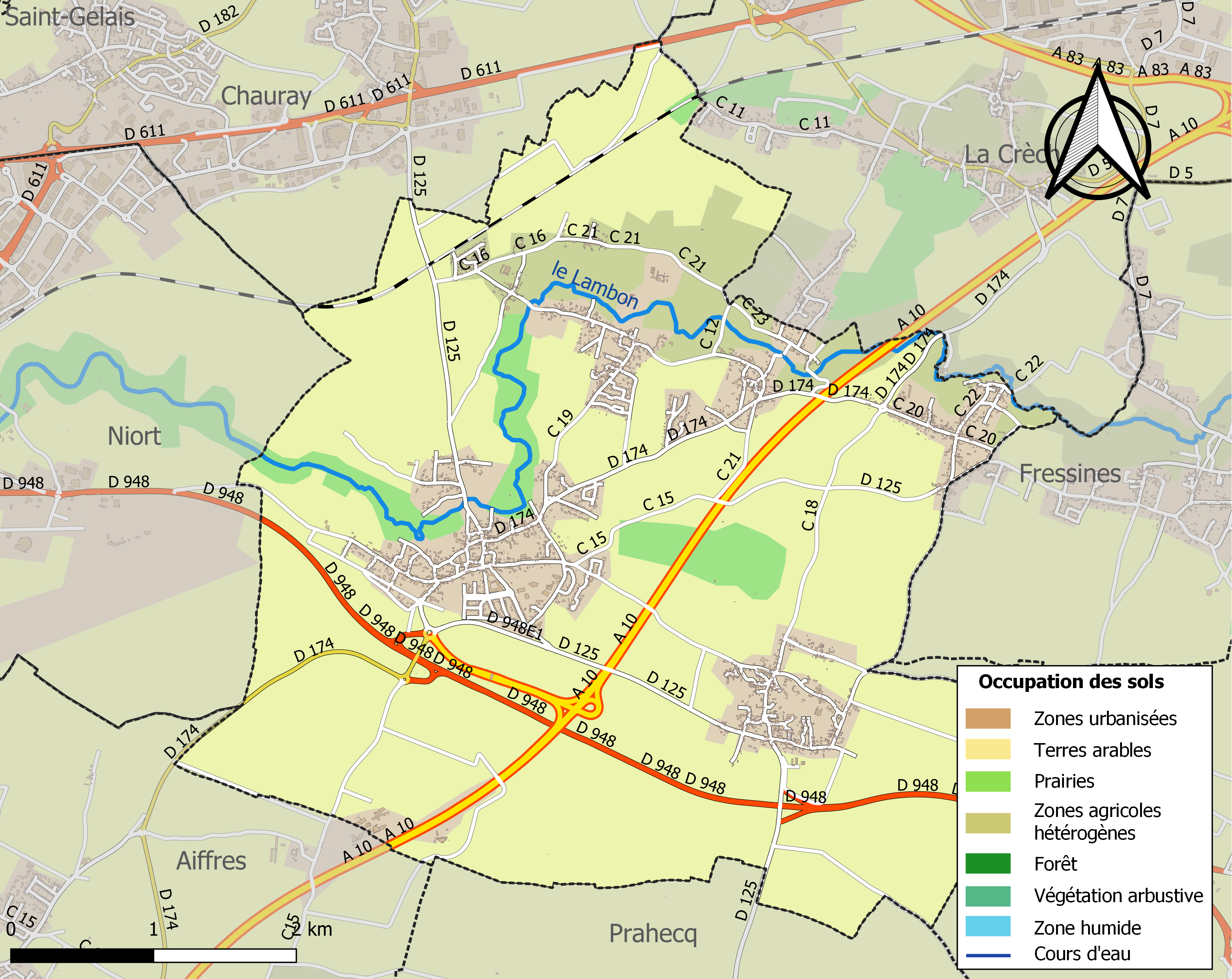
Carte des infrastructures et de l'occupation des sols de la commune en 2018 (CLC).

### Risques majeurs
Le territoire de la commune de Vouillé est vulnérable à différents aléas naturels : météorologiques (tempête, orage, neige, grand froid, canicule ou sécheresse), inondations, mouvements de terrains et séisme (sismicité modérée). Il est également exposé à un risque technologique,  le transport de matières dangereuses. Un site publié par le BRGM permet d'évaluer simplement et rapidement les risques d'un bien localisé soit par son adresse soit par le numéro de sa parcelle.

#### Risques naturels
Certaines parties du territoire communal sont susceptibles d’être affectées par le risque d’inondation par débordement de cours d'eau, notamment le Lambon. La commune a été reconnue en état de catastrophe naturelle au titre des dommages causés par les inondations et coulées de boue survenues en 1982, 1983, 1999 et 2010,.

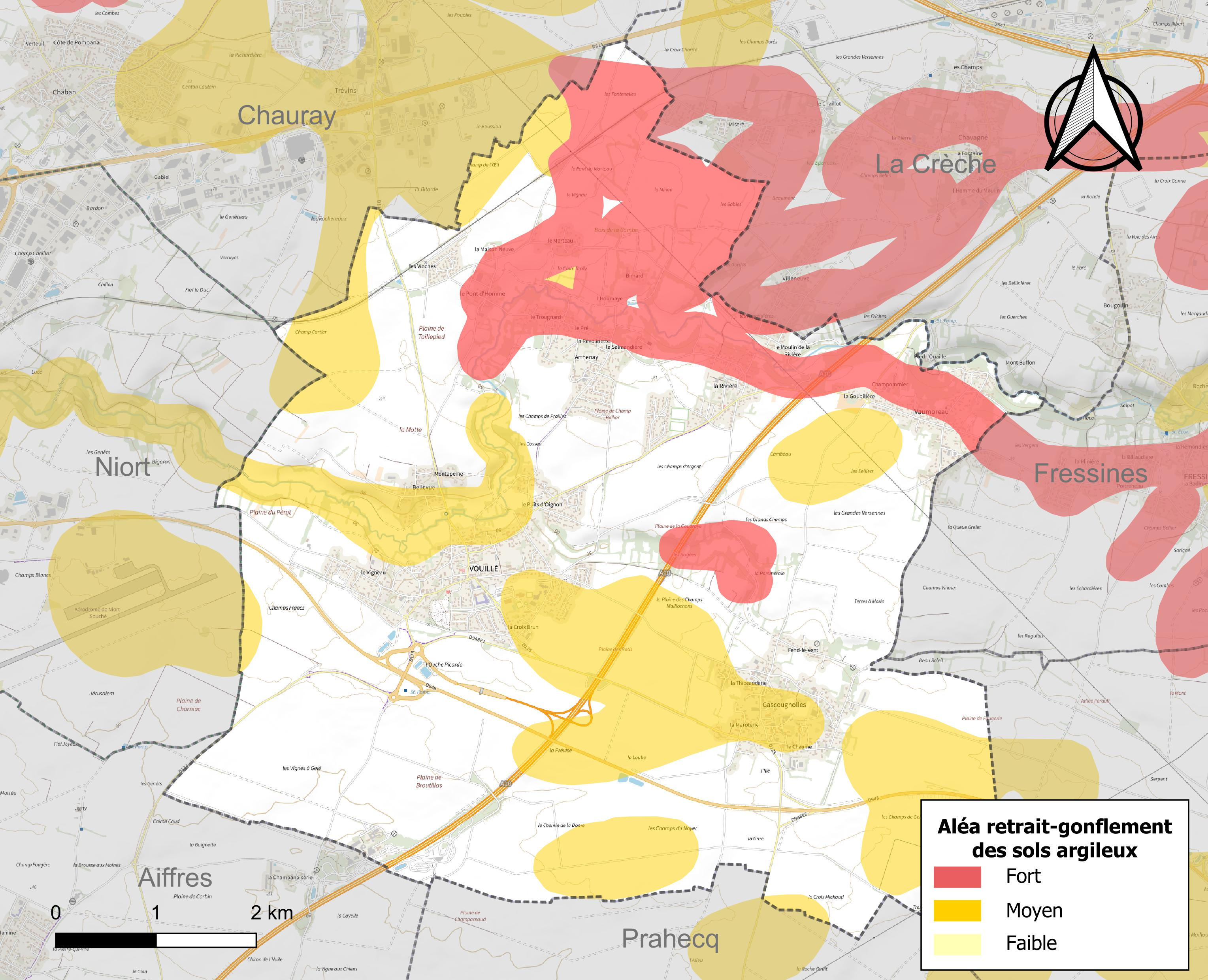
Carte des zones d'aléa retrait-gonflement des sols argileux de Vouillé.

Les mouvements de terrains susceptibles de se produire sur la commune sont des tassements différentiels. Le retrait-gonflement des sols argileux est susceptible d'engendrer des dommages importants aux bâtiments en cas d’alternance de périodes de sécheresse et de pluie. 41,2 % de la superficie communale est en aléa moyen ou fort (54,9 % au niveau départemental et 48,5 % au niveau national). Depuis le 1er octobre 2020, en application de la loi ELAN, différentes contraintes s'imposent aux vendeurs, maîtres d'ouvrages ou constructeurs de biens situés dans une zone classée en aléa moyen ou fort,.
La commune a été reconnue en état de catastrophe naturelle au titre des dommages causés par la sécheresse en 2003 et 2017 et par des mouvements de terrain en 1999 et 2010.

## Politique et administration

### Liste des maires
| Période                                  | Période                   | Identité         | Étiquette         | Qualité                                   |
| ---------------------------------------- | ------------------------- | ---------------- | ----------------- | ----------------------------------------- |
| mars 1989                                | mars 2001                 | Pierre Drouhet   |                   | Instituteur honoraire                     |
| mars 2001                                | mars 2008                 | Floréal Sanchez  |                   |                                           |
| mars 2008                                | mai 2020                  | Stéphane Pierron | PS                | Enseignant                                |
| mai 2020                                 | En cours (au 27 mai 2020) | Franck Portz     | Sans étiquette SE | Cadre commercial, ancien adjoint au maire |
| Les données manquantes sont à compléter. |                           |                  |                   |                                           |

## Démographie
L'évolution du nombre d'habitants est connue à travers les recensements de la population effectués dans la commune depuis 1793. Pour les communes de moins de 10 000 habitants, une enquête de recensement portant sur toute la population est réalisée tous les cinq ans, les populations de référence des années intermédiaires étant quant à elles estimées par interpolation ou extrapolation. Pour la commune, le premier recensement exhaustif entrant dans le cadre du nouveau dispositif a été réalisé en 2004.

En 2022, la commune comptait 3 538 habitants, en évolution de +7,77 % par rapport à 2016 (Deux-Sèvres : +0,18 %, France hors Mayotte : +2,11 %).
| 1793  | 1800  | 1806  | 1821  | 1831  | 1836  | 1841  | 1846  | 1851  |
| ----- | ----- | ----- | ----- | ----- | ----- | ----- | ----- | ----- |
| 1 186 | 1 225 | 1 272 | 1 335 | 1 395 | 1 525 | 1 570 | 1 656 | 1 672 |

| 1856  | 1861  | 1866  | 1872  | 1876  | 1881  | 1886  | 1891  | 1896  |
| ----- | ----- | ----- | ----- | ----- | ----- | ----- | ----- | ----- |
| 1 760 | 1 717 | 1 731 | 1 756 | 1 710 | 1 681 | 1 769 | 1 663 | 1 576 |

| 1901  | 1906  | 1911  | 1921  | 1926  | 1931  | 1936  | 1946  | 1954  |
| ----- | ----- | ----- | ----- | ----- | ----- | ----- | ----- | ----- |
| 1 589 | 1 514 | 1 439 | 1 295 | 1 272 | 1 246 | 1 173 | 1 140 | 1 175 |

| 1962  | 1968  | 1975  | 1982  | 1990  | 1999  | 2004  | 2006  | 2009  |
| ----- | ----- | ----- | ----- | ----- | ----- | ----- | ----- | ----- |
| 1 236 | 1 285 | 1 610 | 2 130 | 2 431 | 2 660 | 2 885 | 2 933 | 3 214 |

| 2014  | 2019  | 2022  | - | - | - | - | - | - |
| ----- | ----- | ----- | - | - | - | - | - | - |
| 3 231 | 3 345 | 3 538 | - | - | - | - | - | - |

## Lieux et monuments
- Château de La Barre, actuellement mairie,
- Château de La Salmondière,
- Église Notre-Dame de Vouillé rénovée par Sébastien d'Assailly, qui fonde avec le concours du duc de Béthune-Charost, la communauté des petites sœurs de la Providence durant la seconde moitié du XVIIIe. L'édifice a été inscrit au titre des monuments historiques en 1963[26].
- De nombreux sites gallo-romains ont été signalés et des poteries ont été datées des V et VIe siècles.

## Personnalités liées à la commune
Gisèle d'Assailly et son mari René Julliard sont inhumés dans le cimetière familial.
- Famille de Goullard d'Arcay.
- Ernest Pérochon (1895-1942) y est nommé instituteur en 1914. Il y écrit quelques-uns de ses premiers romans et y demeure jusqu'en 1920.
- Kazimir Hnatow (1929-2010), footballeur français d'origine ukrainienne, y est mort.